# Tossal Roig (Agramunt)
El Tossal Roig és una muntanya de 356 metres que es troba entre els municipis d'Agramunt i Puigverd d'Agramunt, a la comarca catalana de l'Urgell.